# Sovjozni (Slaviansk, Krasnodar)
Sovjozni (del ruso: Совхозный) es un posiólok del raión de Slaviansk del krai de Krasnodar, en el sur de Rusia. Está situado en los arrozales situados entre los distributarios del delta del Kubán, en la orilla izquierda del distributario Protoka, frente a Trudobelikovski, 2 km al norte de Slaviansk-na-Kubani y 76 al oeste de Krasnodar, la capital del krai. Tenía 4 226 habitantes en 2010.
Es cabeza del municipio Pribrezhnoye, al que pertenecen asimismo Pribrezhni, Vishniovi, Sadovi y Stepnói.

## Historia
La localidad se formó en la década de 1930 con la formación del sovjós im. Maksima Gorkogo, que más tarde entraría en la composición del koljós Sad-Gigant. Como unidad administrativa fue registrada el 24 de septiembre de 1958.

## Demografía
| 2002  | 2010  |
| ----- | ----- |
| 3 866 | 4 226 |

### Composición étnica
De los 3 866 habitantes que había en 2002, el 93.7 % era de etnia rusa, el 2.4 % era de etnia ucraniana, el 1.3 % era de etnia armenia, el 0.4 % era de etnia bielorrusa, el 0.3 % era de etnia tártara, el 0.3 % era de etnia griega, el  0.2 % era de etnia alemana, el 0.1 % era de etnia adigué, el 0.1 % era de etnia azerí, el 0.1 % era de etnia gitana y el 0.1 % era de etnia georgiana

## Lugares de interés
En la localidad se hallan situadas dos tumbas-memoriales: al soldado soviético desconocido y al piloto soviético desconocido caídos en la defensa y liberación de la localidad durante la Gran Guerra Patria en 1942 y 1943. También existe un obelisco en honor a los caídos en todos los frentes durante esa guerra, entre 1941 y 1945. Asimismo se hallan varios monumentos a Lenin, Máximo Gorki, Iván Vladímirovich Michurin e Iván Pávlov.

## Economía
En la localidad se hallan varias empresas del sector agrícola: las oficinas centrales de la empresa ZAO Sad-Gigant, OOO Slavianskaya Stroitelnaya kompaniya, OOO Stroitsentr, OOO MP Zelenstroi y el centro médico de diagnóstico OOO Lekar.

## Servicios sociales
La localidad cuenta con un jardín de infancia (nº41), una escuela secundaria (creada en 1934), una Casa de Cultura, una biblioteca, una escuela de deportes, un estadio, un punto de enfermería y otros establecimientos. Asimismo se halla en Sovjozni una escuela de alumnos internos para niños huérfanos o que se han quedado sin el cuidado de sus padres.